# Jo Hyeon-woo
Jo Hyeon-woo (조현우?, 趙賢祐?; Seul, 25 settembre 1991) è un calciatore sudcoreano, portiere dell'Ulsan HD e della nazionale sudcoreana.

## Carriera

### Club
Ha esordito il 30 marzo 2013 con la maglia del Daegu in occasione del match pareggiato 0-0 contro il Seongnam.

### Nazionale
È stato incluso nella lista dei convocati per il Mondiale del 2018.

## Statistiche

### Cronologia presenze e reti in nazionale
| Cronologia completa delle presenze e delle reti in nazionale ― Corea del Sud | Cronologia completa delle presenze e delle reti in nazionale ― Corea del Sud | Cronologia completa delle presenze e delle reti in nazionale ― Corea del Sud | Cronologia completa delle presenze e delle reti in nazionale ― Corea del Sud | Cronologia completa delle presenze e delle reti in nazionale ― Corea del Sud | Cronologia completa delle presenze e delle reti in nazionale ― Corea del Sud | Cronologia completa delle presenze e delle reti in nazionale ― Corea del Sud | Cronologia completa delle presenze e delle reti in nazionale ― Corea del Sud |
| Data                                                                         | Città                                                                        | In casa                                                                      | Risultato                                                                    | Ospiti                                                                       | Competizione                                                                 | Reti                                                                         | Note                                                                         |
| ---------------------------------------------------------------------------- | ---------------------------------------------------------------------------- | ---------------------------------------------------------------------------- | ---------------------------------------------------------------------------- | ---------------------------------------------------------------------------- | ---------------------------------------------------------------------------- | ---------------------------------------------------------------------------- | ---------------------------------------------------------------------------- |
| 14-11-2017                                                                   | Ulsan                                                                        | Corea del Sud                                                                | 1 – 1                                                                        | Serbia                                                                       | Amichevole                                                                   | -1                                                                           |                                                                              |
| 12-12-2017                                                                   | Chōfu                                                                        | Corea del Nord                                                               | 0 – 1                                                                        | Corea del Sud                                                                | Coppa dell'Asia orientale                                                    | -                                                                            |                                                                              |
| 16-12-2017                                                                   | Chōfu                                                                        | Giappone                                                                     | 1 – 4                                                                        | Corea del Sud                                                                | Coppa dell'Asia orientale                                                    | -1                                                                           |                                                                              |
| 27-1-2018                                                                    | Adalia                                                                       | Corea del Sud                                                                | 1 – 0                                                                        | Moldavia                                                                     | Amichevole                                                                   | -                                                                            |                                                                              |
| 28-5-2018                                                                    | Taegu                                                                        | Corea del Sud                                                                | 2 – 0                                                                        | Honduras                                                                     | Amichevole                                                                   | -                                                                            |                                                                              |
| 11-6-2018                                                                    | Grödig                                                                       | Senegal                                                                      | 2 – 0                                                                        | Corea del Sud                                                                | Amichevole                                                                   | -2                                                                           |                                                                              |
| 18-6-2018                                                                    | Nižnij Novgorod                                                              | Svezia                                                                       | 1 – 0                                                                        | Corea del Sud                                                                | Mondiali 2018 - 1º turno                                                     | -1                                                                           |                                                                              |
| 23-6-2018                                                                    | Rostov                                                                       | Corea del Sud                                                                | 1 – 2                                                                        | Messico                                                                      | Mondiali 2018 - 1º turno                                                     | -2                                                                           |                                                                              |
| 27-6-2018                                                                    | Kazan'                                                                       | Corea del Sud                                                                | 2 – 0                                                                        | Germania                                                                     | Mondiali 2018 - 1º turno                                                     | -                                                                            |                                                                              |
| 16-10-2018                                                                   | Cheonan                                                                      | Corea del Sud                                                                | 2 – 2                                                                        | Panama                                                                       | Amichevole                                                                   | -2                                                                           |                                                                              |
| 20-11-2018                                                                   | Brisbane                                                                     | Uzbekistan                                                                   | 0 – 4                                                                        | Corea del Sud                                                                | Amichevole                                                                   | -                                                                            |                                                                              |
| 26-3-2019                                                                    | Seul                                                                         | Corea del Sud                                                                | 2 – 1                                                                        | Colombia                                                                     | Amichevole                                                                   | -1                                                                           |                                                                              |
| 11-6-2019                                                                    | Seul                                                                         | Corea del Sud                                                                | 1 – 1                                                                        | Iran                                                                         | Amichevole                                                                   | -1                                                                           |                                                                              |
| 10-10-2019                                                                   | Hwaseong                                                                     | Corea del Sud                                                                | 8 – 0                                                                        | Sri Lanka                                                                    | Qual. Mondiali 2022                                                          | -                                                                            |                                                                              |
| 19-11-2019                                                                   | Abu Dhabi                                                                    | Brasile                                                                      | 3 – 0                                                                        | Corea del Sud                                                                | Amichevole                                                                   | -3                                                                           |                                                                              |
| 15-12-2019                                                                   | Busan                                                                        | Corea del Sud                                                                | 1 – 0                                                                        | Cina                                                                         | Coppa dell'Asia orientale 2019                                               | -                                                                            |                                                                              |
| 25-3-2021                                                                    | Yokohama                                                                     | Giappone                                                                     | 3 – 0                                                                        | Corea del Sud                                                                | Amichevole                                                                   | -2                                                                           | 46’                                                                          |
| 9-6-2021                                                                     | Goyang                                                                       | Corea del Sud                                                                | 5 – 0                                                                        | Sri Lanka                                                                    | Qual. Mondiali 2022                                                          | -                                                                            |                                                                              |
| 15-1-2022                                                                    | Aksu                                                                         | Islanda                                                                      | 1 – 5                                                                        | Corea del Sud                                                                | Amichevole                                                                   | -1                                                                           |                                                                              |
| 29-3-2022                                                                    | Dubai                                                                        | Emirati Arabi Uniti                                                          | 1 – 0                                                                        | Corea del Sud                                                                | Qual. Mondiali 2022                                                          | -1                                                                           |                                                                              |
| 10-6-2022                                                                    | Suwon                                                                        | Corea del Sud                                                                | 2 – 2                                                                        | Paraguay                                                                     | Amichevole                                                                   | -2                                                                           |                                                                              |
| 27-7-2022                                                                    | Toyota                                                                       | Giappone                                                                     | 3 – 0                                                                        | Corea del Sud                                                                | Coppa dell'Asia orientale 2022                                               | -3                                                                           |                                                                              |
| 28-3-2023                                                                    | Seul                                                                         | Corea del Sud                                                                | 1 – 2                                                                        | Uruguay                                                                      | Amichevole                                                                   | -2                                                                           |                                                                              |
| 17-10-2023                                                                   | Suwon                                                                        | Corea del Sud                                                                | 6 – 0                                                                        | Vietnam                                                                      | Amichevole                                                                   | -                                                                            |                                                                              |
| 20-1-2024                                                                    | Doha                                                                         | Giordania                                                                    | 2 – 2                                                                        | Corea del Sud                                                                | Coppa d'Asia 2023 - 1º turno                                                 | -2                                                                           |                                                                              |
| 25-1-2024                                                                    | Al Wakrah                                                                    | Corea del Sud                                                                | 3 – 3                                                                        | Malaysia                                                                     | Coppa d'Asia 2023 - 1º turno                                                 | -3                                                                           |                                                                              |
| 30-1-2024                                                                    | Al Rayyan                                                                    | Arabia Saudita                                                               | 1 – 1 dts (2 – 4 dtr)                                                        | Corea del Sud                                                                | Coppa d'Asia 2023 - Ottavi di finale                                         | -1                                                                           |                                                                              |
| 2-2-2024                                                                     | Al Wakrah                                                                    | Australia                                                                    | 1 – 2 dts                                                                    | Corea del Sud                                                                | Coppa d'Asia 2023 - Quarti di finale                                         | -1                                                                           |                                                                              |
| 6-2-2024                                                                     | Al Rayyan                                                                    | Giordania                                                                    | 2 – 0                                                                        | Corea del Sud                                                                | Coppa d'Asia 2023 - Semifinale                                               | -2                                                                           |                                                                              |
| 21-3-2024                                                                    | Seul                                                                         | Corea del Sud                                                                | 1 – 1                                                                        | Thailandia                                                                   | Qual. Mondiali 2026                                                          | -1                                                                           |                                                                              |
| 26-3-2024                                                                    | Bangkok                                                                      | Thailandia                                                                   | 0 – 3                                                                        | Corea del Sud                                                                | Qual. Mondiali 2026                                                          | -                                                                            |                                                                              |
| 6-6-2024                                                                     | Kallang                                                                      | Singapore                                                                    | 0 – 7                                                                        | Corea del Sud                                                                | Qual. Mondiali 2026                                                          | -                                                                            |                                                                              |
| 11-6-2024                                                                    | Seul                                                                         | Corea del Sud                                                                | 1 – 0                                                                        | Cina                                                                         | Qual. Mondiali 2026                                                          | -                                                                            |                                                                              |
| 5-9-2024                                                                     | Seul                                                                         | Corea del Sud                                                                | 0 – 0                                                                        | Palestina                                                                    | Qual. Mondiali 2026                                                          | -                                                                            |                                                                              |
| 10-9-2024                                                                    | Mascate                                                                      | Oman                                                                         | 1 – 3                                                                        | Corea del Sud                                                                | Qual. Mondiali 2026                                                          | -1                                                                           |                                                                              |
| 10-10-2024                                                                   | Amman                                                                        | Giordania                                                                    | 0 – 2                                                                        | Corea del Sud                                                                | Qual. Mondiali 2026                                                          | -                                                                            |                                                                              |
| 15-10-2024                                                                   | Yongin                                                                       | Corea del Sud                                                                | 3 – 2                                                                        | Iraq                                                                         | Qual. Mondiali 2026                                                          | -2                                                                           |                                                                              |
| 14-11-2024                                                                   | Al Kuwait                                                                    | Kuwait                                                                       | 1 – 3                                                                        | Corea del Sud                                                                | Qual. Mondiali 2026                                                          | -1                                                                           |                                                                              |
| 19-11-2024                                                                   | Amman                                                                        | Palestina                                                                    | 1 – 1                                                                        | Corea del Sud                                                                | Qual. Mondiali 2026                                                          | -1                                                                           |                                                                              |
| 20-3-2025                                                                    | Goyang                                                                       | Corea del Sud                                                                | 1 – 1                                                                        | Oman                                                                         | Qual. Mondiali 2026                                                          | -1                                                                           |                                                                              |
| 25-3-2025                                                                    | Suwon                                                                        | Corea del Sud                                                                | 1 – 1                                                                        | Giordania                                                                    | Qual. Mondiali 2026                                                          | -1                                                                           |                                                                              |
| 5-6-2025                                                                     | Bassora                                                                      | Iraq                                                                         | 0 – 2                                                                        | Corea del Sud                                                                | Qual. Mondiali 2026                                                          | -                                                                            |                                                                              |
| 7-7-2025                                                                     | Yongin                                                                       | Corea del Sud                                                                | 3 – 0                                                                        | Cina                                                                         | Coppa dell'Asia orientale 2025                                               | -                                                                            | cap.                                                                         |
| Totale                                                                       |                                                                              | Presenze                                                                     | 43                                                                           |                                                                              | Reti                                                                         | -42                                                                          |                                                                              |

## Palmarès

### Club

#### Competizioni nazionali
- K League 1: 3

Ulsan Hyundai: 2022, 2023, 2024

#### Competizioni internazionali
- AFC Champions League: 1

Ulsan Hyundai: 2020

### Nazionale
- Giochi asiatici: 1

2018
- Coppa dell'Asia orientale: 1

2019